# العلاقات الباهاماسية الغانية
العلاقات الباهاماسية الغانية هي العلاقات الثنائية التي تجمع بين باهاماس وغانا.

## مقارنة بين البلدين
هذه مقارنة عامة ومرجعية للدولتين:
| وجه المقارنة                                              | باهاماس      | غانا         |
| --------------------------------------------------------- | ------------ | ------------ |
| المساحة (كم2)                                             | 13.88 ألف    | 238.53 ألف   |
| عدد السكان (نسمة)                                         | 395.36 ألف   | 26.91 مليون  |
| الكثافة السكانية (ن./كم²)                                 | 28.48        | 112.82       |
| العاصمة                                                   | ناساو        | أكرا         |
| اللغة الرسمية                                             | لغة إنجليزية | لغة إنجليزية |
| العملة                                                    | دولار بهامي  | سيدي غاني    |
| الناتج المحلي الإجمالي (بليون دولار)                      | 12.16 مليار  | 47.33 مليار  |
| الناتج المحلي الإجمالي (تعادل القوة الشرائية) بليون دولار | 8.92 مليار   | 115.41 مليار |
| الناتج المحلي الإجمالي الاسمي للفرد دولار أمريكي          | 22.82 ألف    | 1.37 ألف     |
| الناتج المحلي الإجمالي للفرد دولار أمريكي                 |              | 4.08 ألف     |
| مؤشر التنمية البشرية                                      | 0.790        | 0.579        |
| رمز المكالمات الدولي                                      | +1242        | +233         |
| رمز الإنترنت                                              | .bs          | .gh          |
| المنطقة الزمنية                                           | 00           | 00           |

## منظمات دولية مشتركة
يشترك البلدان في عضوية مجموعة من المنظمات الدولية، منها:
| علم المنظمة | اسم المنظمة                                 | تاريخ انضمام باهاماس | تاريخ انضمام غانا |
| ----------- | ------------------------------------------- | -------------------- | ----------------- |
|             | مؤسسة التنمية الدولية                       | 23 يونيو 2008        | 29 ديسمبر 1960    |
|             | يونسكو                                      | 23 أبريل 1981        | 11 أبريل 1958     |
|             | وكالة ضمان الاستثمار متعدد الأطراف          | 4 أكتوبر 1994        | 29 أبريل 1988     |
|             | الأمم المتحدة                               | 18 سبتمبر 1973       | 8 مارس 1957       |
|             | مجموعة دول أفريقيا والكاريبي والمحيط الهادئ | ?                    | ?                 |
|             | دول الكومنولث                               | ?                    | ?                 |
|             | الفريق المعني برصد الأرض                    | ?                    | ?                 |
|             | الاتحاد البريدي العالمي                     | ?                    | ?                 |
|             | البنك الدولي للإنشاء والتعمير               | 21 أغسطس 1973        | 20 سبتمبر 1957    |
|             | الاتحاد الدولي للاتصالات                    | 19 أغسطس 1974        | 17 مايو 1957      |
|             | منظمة حظر الأسلحة الكيميائية                | ?                    | ?                 |
|             | مؤسسة التمويل الدولية                       | 8 ديسمبر 1986        | 3 أبريل 1958      |
|             | المركز الدولي لتسوية المنازعات الاستشارية   | 18 نوفمبر 1995       | 14 أكتوبر 1966    |
|             | منظمة الشرطة الجنائية الدولية               | ?                    | ?                 |

## وصلات خارجية
- موقع وزارة الخارجية الغانية